# Drakes Branch
Drakes Branch es una localidad del Condado de Charlotte, Virginia, Estados Unidos. Según el censo de 2000 tenía una población de 504 habitantes y una densidad de población de 47.0 hab/km².

## Demografía
Según el censo de 2000, había 504 personas, 231 hogares y 134 familias residiendo en la localidad. La densidad de población era de 47,0 hab./km². Había 262 viviendas con una densidad media de 24,4 viviendas/km². El 59,33% de los habitantes eran blancos, el 40,08% afroamericanos, el 0,20% de otras razas y el 0,40% pertenecía a dos o más razas. El 1,98% de la población eran hispanos o latinos de cualquier raza.
Según el censo, de los 231 hogares en el 21,6% había menores de 18 años, el 39,0% pertenecía a parejas casadas, el 14,3% tenía a una mujer como cabeza de familia y el 41,6% no eran familias. El 35,5% de los hogares estaba compuesto por un único individuo y el 14,7% pertenecía a alguien mayor de 65 años viviendo solo. El tamaño promedio de los hogares era de 2,18 personas y el de las familias de 2,81.
La población estaba distribuida en un 20,4% de habitantes menores de 18 años, un 6,5% entre 18 y 24 años, un 24,4% de 25 a 44, un 28,4% de 45 a 64 y un 20,2% de 65 años o mayores. La media de edad era 44 años. Por cada 100 mujeres había 88,8 hombres. Por cada 100 mujeres de 18 años o más, había 91,0 hombres.
Los ingresos medios por hogar en la localidad eran de 25.583 dólares ($) y los ingresos medios por familia eran 35.000 $. Los hombres tenían unos ingresos medios de 25.469 $ frente a los 17.500 $ para las mujeres. La renta per cápita para la ciudad era de 15.701 $. El 16,8% de la población y el 8,2% de las familias estaban por debajo del umbral de pobreza. El 20,5% de los menores de 18 años y el 14,3% de los habitantes de 65 años o más vivían por debajo del umbral de pobreza.

## Geografía
Según la Oficina del Censo de los Estados Unidos, la localidad tiene un área total de 10,7 km², todos ellos correspondientes a tierra firme.